# Jordan Pothain
Jordan Pothain (Échirolles, 14 ottobre 1994) è un nuotatore francese.

## Biografia
Entrò a far parte della nazionale di nuoto francese nel maggio 2015. Partecipò ai mondiali di Kazan' 2015, quale membro della staffetta 4×200 m stile libero, assieme a Grégory Mallet, Lorys Bourelly e Clément Mignon, dove venne eliminato in batteria con l'11º tempo.
Durante i campionati francesi del 2016, valvoli per la qualificazione per i Giochi olimpici estivi di Rio de Janeiro 2016, si classificò 2º nei 200 m stile libero dietro a Jérémy Stravius, e davanti a Yannick Agnel, campione olimpico in carica sulla distanza. Tuttavia, le immagini televisive di fine della gara sembrarono mostrare che Agnel avesse preceduto Pothain, il quale in conferenza stampa dichiarò: “Non ho problemi ad ammettere, dopo aver visto il video, che Yannick è sicuramente davanti”. Il risultato iniziale fu comunque convalidato, poiché secondo le regole considerate dalla giuria di appello il video non poté essere preso in considerazione. Pothain vinse poi l'oro nei 400 metri stile libero, guadagnando la sua prima vittoria a livello nazionale. Tuttavia, non raggiunse i tempi necessari per la qualificazione diretta all'Olimpiade. 
La settimana successiva fu convocato per competere nei 400 m stile libero. Il direttore tecnico nazionale (DTN) Jacques Favre comunicò che Pothain si era determinato a non partecipare ai 200 metri stile libero, cosa che consentì di assegnare il posto a Yannick Agnel. La sua preparazione per i Giochi olimpici fu condizionata dalla mononucleosi.
Il 6 agosto 2016, durante le batterie dei Giochi olimpici estivi di Rio de Janeiro 2016 nei 400 m stile libero, riuscì a qualificarsi per la finale, grazie al tempo di 3'45"43, migliorando così il suo record personale sulla distanza di oltre 2 secondi. Chiuse poi la finale in 8ª posizione, con il tempo di 3'49"07. Nella staffetta 4x200 m stile libero fu eliminato con l'11º posto, assieme a Hadrien Salvan, Enzo Tesic e Jonathan Atsu.
Ai mondiali in vasca corta di Windsor 2016, vinse la medaglia di bronzo nella staffetta 4x200 m stile libero, con Clément Mignon, Jérémy Stravius, Mehdy Metella e Yonel Govindin.
Durante i campionati europei di Glasgow 2018, gli venne rilevata una forma di aritmia, che rivelò la sindrome di Bouveret-Hoffmann. All'inizio di settembre venne operato al cuore mediante endoscopia, che fu tuttavia non risolutiva; pertanto si sottopose ad un nuovo intervento a fine dell'anno.
Nel settembre 2018 lasciò il Club Nautico Alp'38 per l'Olympic Nice Natation di Fabrice Pellerin.
Parallelamente alla sua carriera di nuotatore, studiò STAPS presso l'Università di Grenoble-Alpes con l'obiettivo di diventare massaggiatore-fisioterapista.
Ai Giochi olimpici di 2022 - Nessuna Olimpiade estiva fu eliminato nelle batterie dei 200 m stile libero in cui si classificò 20º e della staffetta 4x200 m stile libero, in cui fu 11º con Hadrien Salvan, Enzo Tesic e Jonathan Atsu.
Dopo questa competizione, lasciò l'Olympic Nice Natation, e tornò a Grenoble, pianificando di continuare la sua carriera senza allenatore.
Ai mondiali di Budapest 2022 è stato eliminato in semifinale con il 15º nei 200 m stile libero. Nella staffetta 4x200 m stile libero ha raggiunto la finale chiudendo al 7º posto con Hadrien Salvan, Léon Marchand e Roman Fuchs.

## Palmarès
- Mondiali in vasca corta

Windsor 2016: bronzo nella 4x200 m sl